# تشيكوسه (إيباراكي)
تشيكوسه (باليابانية: 筑西市 تشيكوسه-شي) هي مدينة تقع في محافظة إيباراكي، اليابان. تأسست المدينة في 28 مارس 2005.

## توأمة
لتشيكوسه (إيباراكي) اتفاقيات توأمة مع:
- تاكاهاشي

## أعلام
- شينغو كاتاياما

## وصلات خارجية
- موقع بلدية تشيكوسه